# Trump International Hotel Las Vegas
Trump International Hotel Las Vegas – luksusowy hotel oraz wspólnota mieszkaniowa w Paradise, w amerykańskim stanie Nevada. Obiekt, nazwany na cześć inwestora Donalda Trumpa, znajduje się naprzeciw Wynn Las Vegas, w pobliżu centrum handlowego Fashion Show Mall i składa się zarówno z apartamentów hotelowych, jak i apartamentów o charakterze wspólnoty mieszkaniowej. Wszystkie okna w Trump Hotel są po zewnętrznej stronie pokryte 24–karatowym złotem. Obiekt jest członkiem konsorcjum The Leading Hotels of the World.
Trump International Hotel został otwarty 31 marca 2008 roku. Ze względu na bardzo duży odzew osób zainteresowanych wykupem apartamentów w obiekcie, pojawiły się informacje, że Donald Trump planuje budowę drugiej wieży, identycznej do pierwowzoru i mającej powstać tuż obok niej. Trump International Hotel, dzięki 64 kondygnacjom i wysokości 190 metrów, stanowi najwyższy budynek mieszkalny w Las Vegas.

## Historia
Plany budowy obiektu zaprezentowane zostały w 2004 roku, jako wspólna inwestycja Donalda Trumpa, Bretta Planta, Phila Ruffina oraz Jacka Wishna. Autorem architektonicznego projektu budynku była firma Bergman, Walls & Associates, zaś jego wykonawcą Perini Building Company.
Jeszcze przed rozpoczęciem prac konstrukcyjnych nad budynkiem, Trump wybudował za niemalże 3 miliony dolarów tymczasowe centrum sprzedaży apartamentów w Trump International Hotel, znajdujące się przy Las Vegas Boulevard.

## Postawa Trumpa
Wraz z ogłoszeniem planów konstrukcji, media spekulowały, że Trump International Hotel, wyższy od ówcześnie najwyższego obiektu mieszkalnego w Las Vegas – Wynn, był przejawem rywalizacji pomiędzy Donaldem Trumpem a Steve’em Wynnem. Sam Trump zaprzeczył jednak tym doniesieniom, a na potwierdzenie swych słów zaprosił Wynna na prywatną ceremonię rozpoczęcia prac budowlanych nad Trump International Hotel; Wynn zjawił się na uroczystości.
W reakcji na słowa dziennikarza, który przypomniał, że Stratosphere – najwyższa wolnostojąca struktura w Las Vegas – wciąż pozostanie niemalże dwa razy wyższa, niż Trump Hotel, Trump opisał Stratosphere słowami: „To nie budynek”.

## Galeria

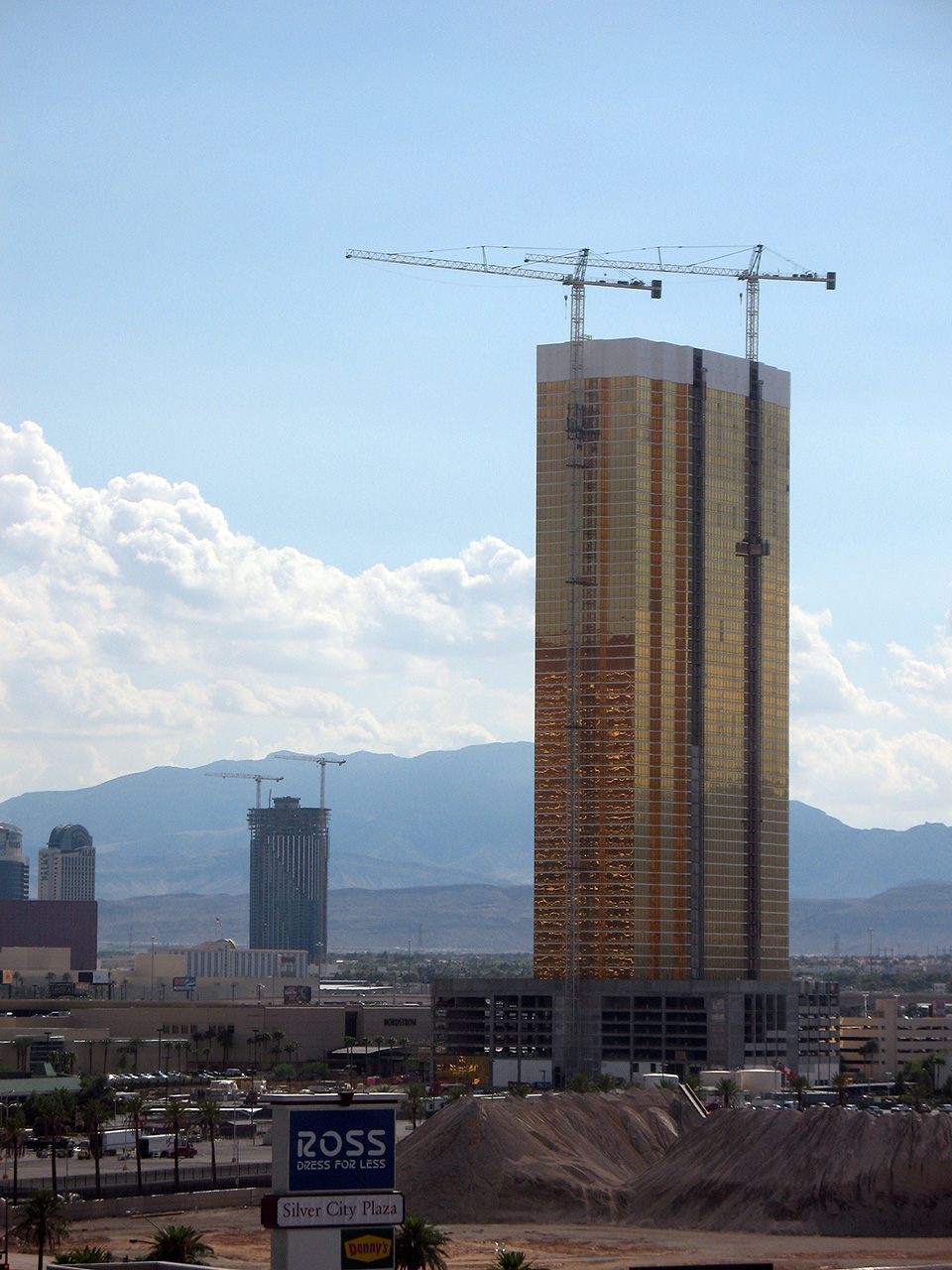
Konstrukcja wieży w sierpniu 2007 roku, widziana z Riviery
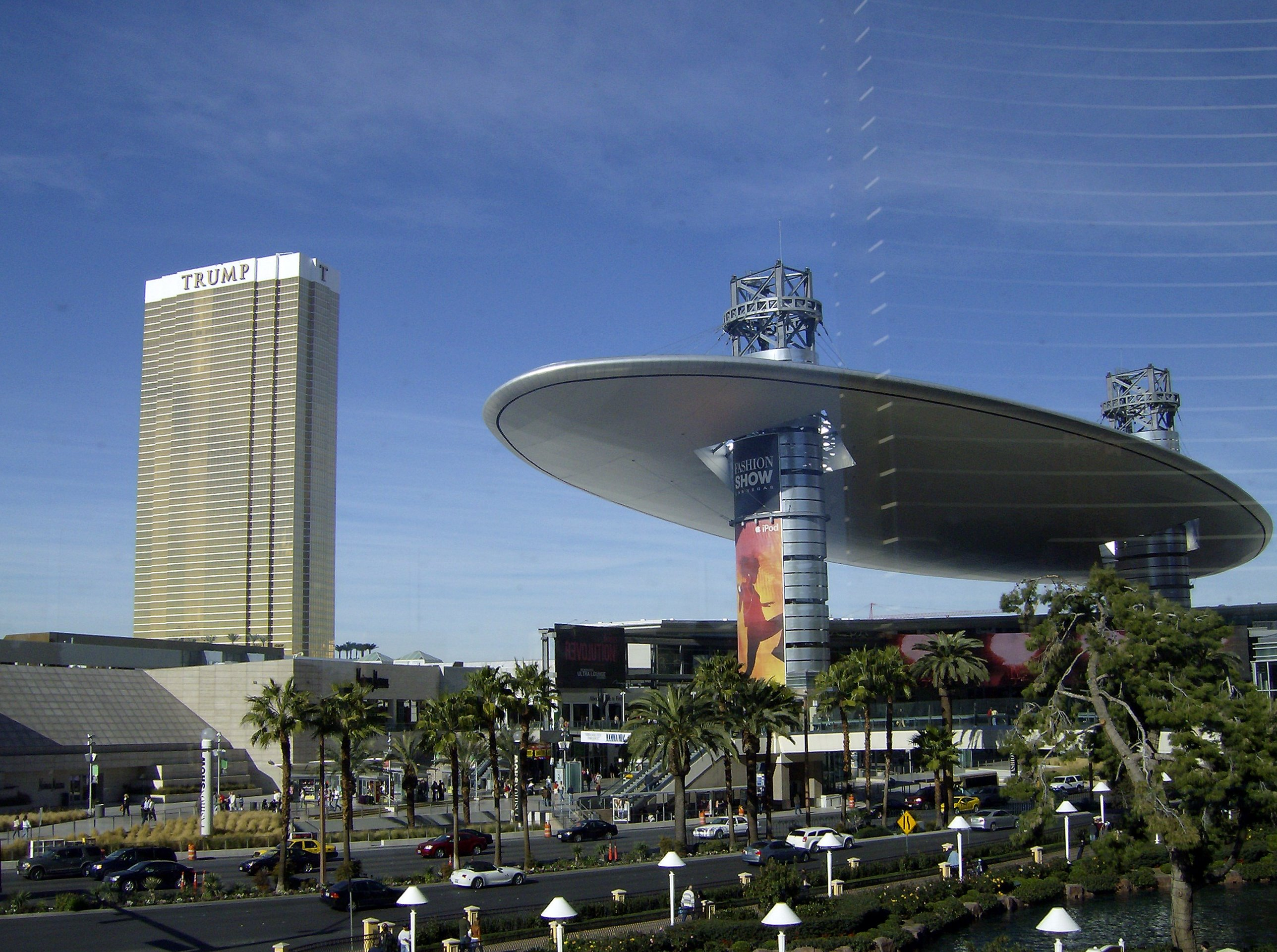
Skompletowana wieża, widziana obok Fashion Show Mall, na południe od Wynn Las Vegas
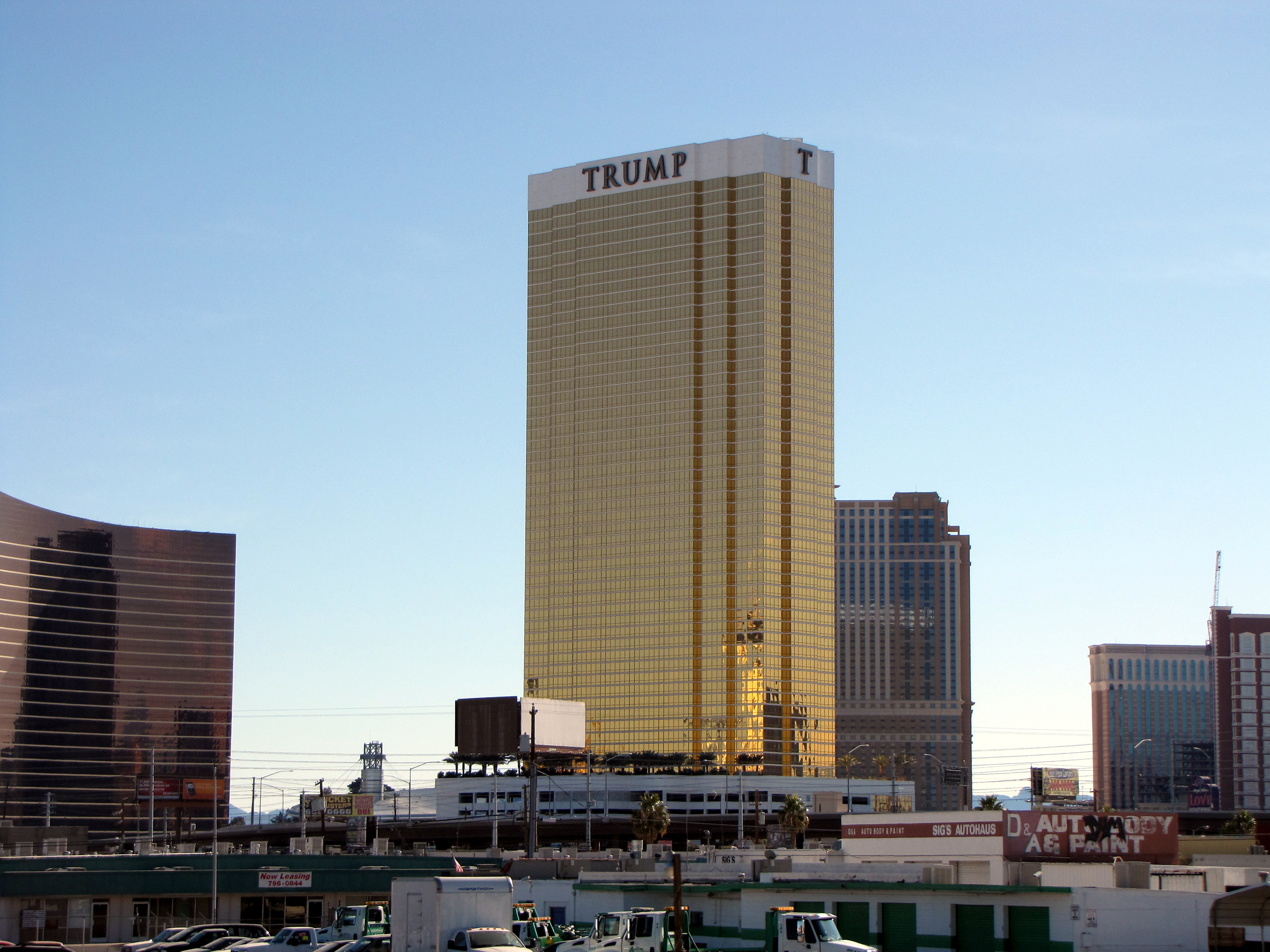
Trump International Hotel w 2009 roku
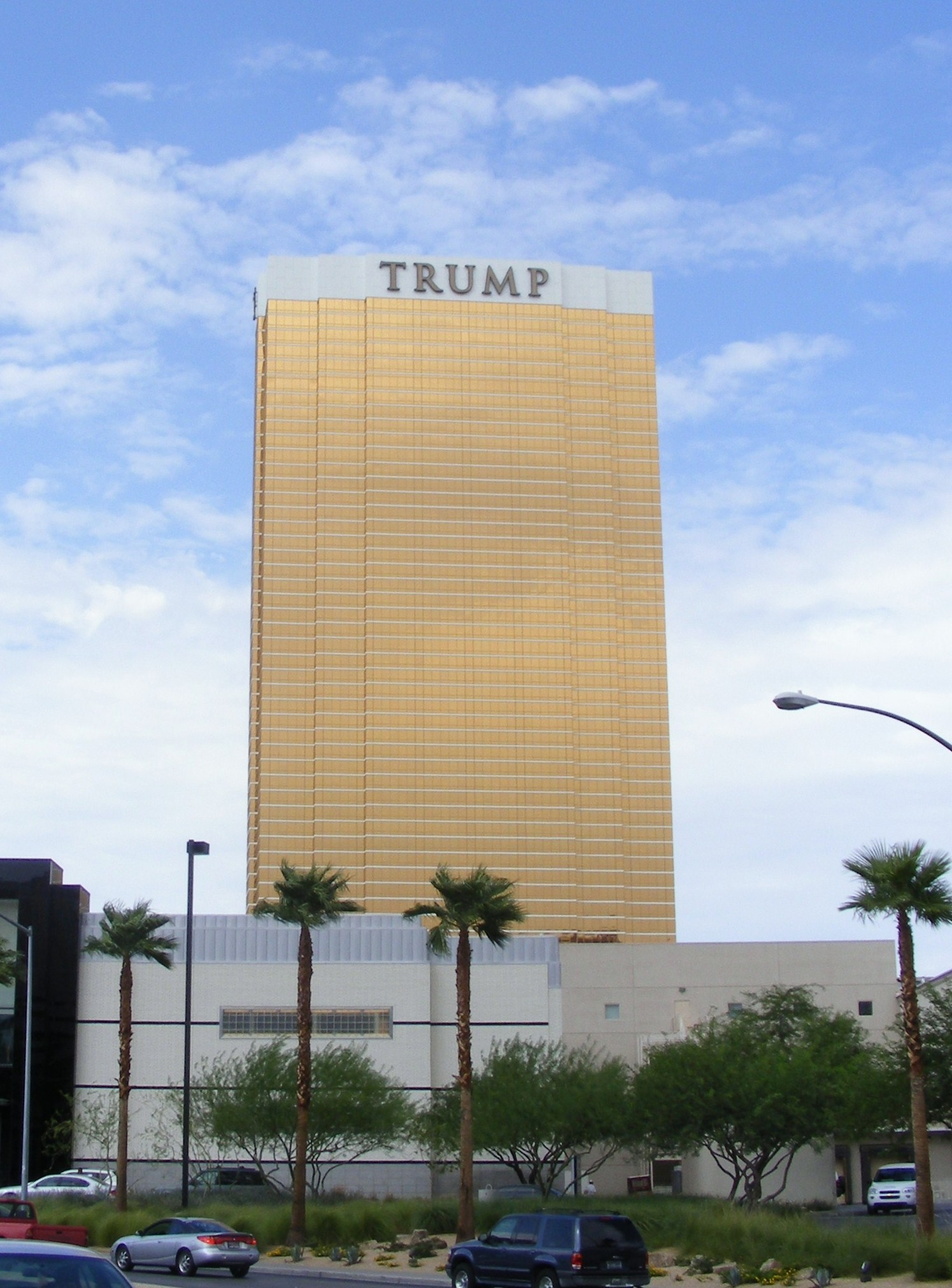
Trump International Hotel w 2010 roku
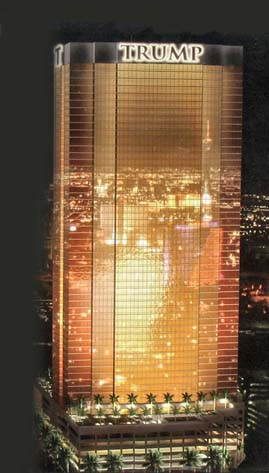
Trump International Hotel nocą